# Brug 1970
Brug 1970 is een bouwkundig kunstwerk in Amsterdam-Oost. Het is een van de meest afgelegen bruggen in de stad.

## Tuinpark Nieuwe Levenskracht
Op 3 mei 1933 vindt de oprichting plaats voor een tuincomplex in de Watergraafsmeer, die dan nog voornamelijk leeg is. Het werd een tuincomplex voor werklozen uit de buurt, die men vanuit socialistisch standpunt wat te doen wilde geven. Men hoopte door deze volkstuinen de verpaupering van de mensen tegen te gaan en tevens ze te voorzien van eigen gekweekt voedsel. Men schatte in dat in het begin 90 o/o van het tuincomplex zou gaan dienen voor aardappels, groeten en fruit; de rest was voor sierplaten- en bomen. Huisjes bestonden voornamelijk uit sloophout; waterleiding was er niet, wel vijftien watertappunten. Na slechts een paar jaar kreeg het complex een flinke klap. In de Tweede Wereldoorlog moesten Joodse tuingebruikers worden geweerd om later gedeporteerd te worden, maar de bezettingsmacht eiste ook dat een flinke strook langs de Ooster Ringvaart ontdaan moest worden van bebouwing. Bovendien vond er houtroof plaats. In de wederopbouw was er nauwelijks geld om iets te doen. Men kwam in die dagen ook voor diverse kostenposten te staan waarvan één resulteerde in vervanging van een verrotte oude houten brug.
In de loop der jaren werd het park toch steeds luxer; er kwam steviger bebouwing, een clubhuis, waterleiding en riolering. Het percentage aardappels, groenten en fruit nam af ten faveure van siertuinen. Toch had de moderne tijd ook nadelen. Zo werd er een deel geruild met een aan te leggen sintelbaan voor een sportveld; er konden toen nog luxere gebouwtjes neergezet worden, maar deze moesten net zo snel verdwijnen om plaats te maken voor grond voor de Rijksweg 10 met geluidsoverlast als gevolg. In de beginjaren twintig kreeg het park een nieuwe ingang aan de Carolina MacGillavrylaan 3500, grotendeels liggend in Science Park Amsterdam. Voor voetgangers en fietsers makkelijker bereikbaar via het Voorlandpad.

## Brug 1970
Er ligt maar één brug op het park; de eerder genoemde brug uit 1954. Zij kwam ter vervanging van een houten brug uit eerdere jaren. De brug was jarenlang in eigen onderhoud maar werd vermoedelijk in late jaren negentig in beheer genomen door de gemeente of het stadsdeel Watergraafsmeer. De bruggen uit de serie 1970-1979 stammen namelijk allemaal uit die tijd. 
De voetbrug die er in 2020 ligt tussen twee betonnen landhoofden wordt ondersteund door vier brugpijlers. De brug is grotendeels wit (landhoofden, pijlers, dek en balustraden). De leuningen zijn groen, dus afwijkend voor Amsterdam tegenover het blauw uit de jaren vijftig. De brug is voorzien van een officieuze naam: Toon Stelling brug, naar een van de eerste bewoners en ook bestuurslid van het complex.

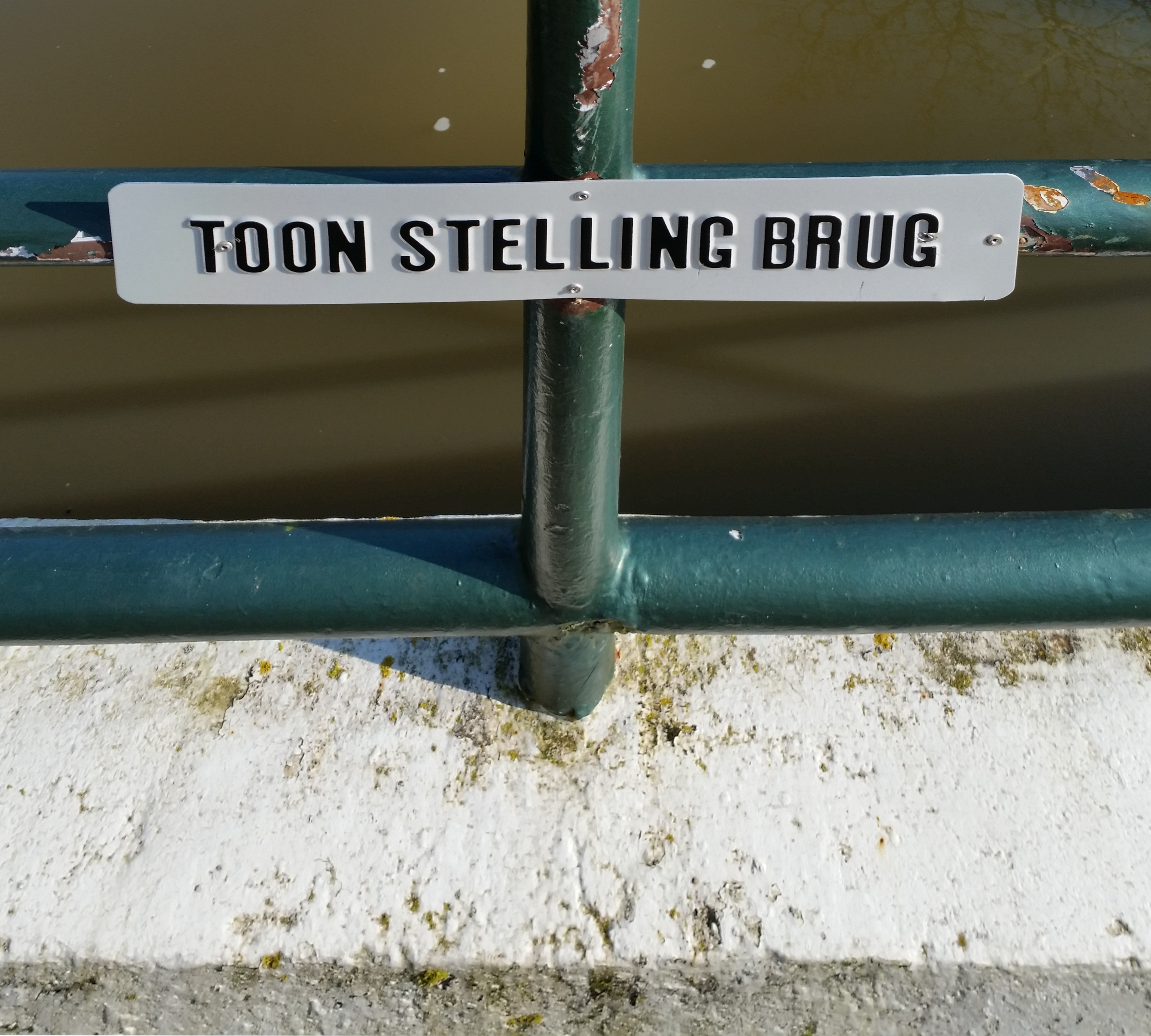
Officieuze naamplaat (maart 2020)

<<< · 1900 · 1901 · 1902 · 1904 · 1906 · 1907 · 1908 · 1909 · 1910 · 1911 · 1913 · 1914 · 1915 · 1916 · 1917 · 1919 · 1920 · 1922 · 1923 · 1925 · 1927 · 1929 · 1930 · 1931 · 1932 · 1933 · 1935 · 1936 · 1937 · 1938 · 1939 · 1940 · 1941 · 1942 · 1944 · 1945 · 1946 · 1947 · 1948 · 1949 · 1950 · 1951 · 1952 · 1953 · 1954 · 1955 · 1956 · 1957 · 1958 · 1959 · 1960 · 1961 · 1962 · 1963 · 1964 · 1965 · 1966 · 1967 · 1968 · 1969 · 1970 · 1971 · 1972 · 1973 · 1974 · 1975 · 1976 · 1977 · 1978 · 1979 · 1980 · 1981 · 1982 · 1983 · 1984 · 1985 · 1986 · 1987 · 1988 · 1989 · 1990 · 1991 · 1992 · 1993 · 1994 · 1995 · 1996 · 1997 · 1998 · 1999 · >>>
Brugnummers 1903, 1905, 1912, 1918, 1921, 1924, 1926, 1928, 1934, 1943 zijn niet (meer) in gebruik (januari 2021)